# 린 르네
린 르네(Lyne Renée, 1979년 5월 17일 ~ )는 벨기에의 배우이다.

## 출연 작품
- 젠틀맨 (2020) - 재키 역
- 캐시트럭 (2021) - 커스티 역